# Albert Lezaud
Albert Lezaud, né le 22 juillet 1835 à Limoges (Haute-Vienne) et mort le 20 novembre 1882 à Paris, est un homme politique français.
Propriétaire terrien, il est élu député de la Haute-Vienne en 1877, et siège à droite. Son élection est invalidée, et il échoue à l'élection partielle qui suit.

## Sources
- « Albert Lezaud », dans Adolphe Robert et Gaston Cougny, Dictionnaire des parlementaires français, Edgar Bourloton, 1889-1891 [détail de l’édition]